# Carpobrotus

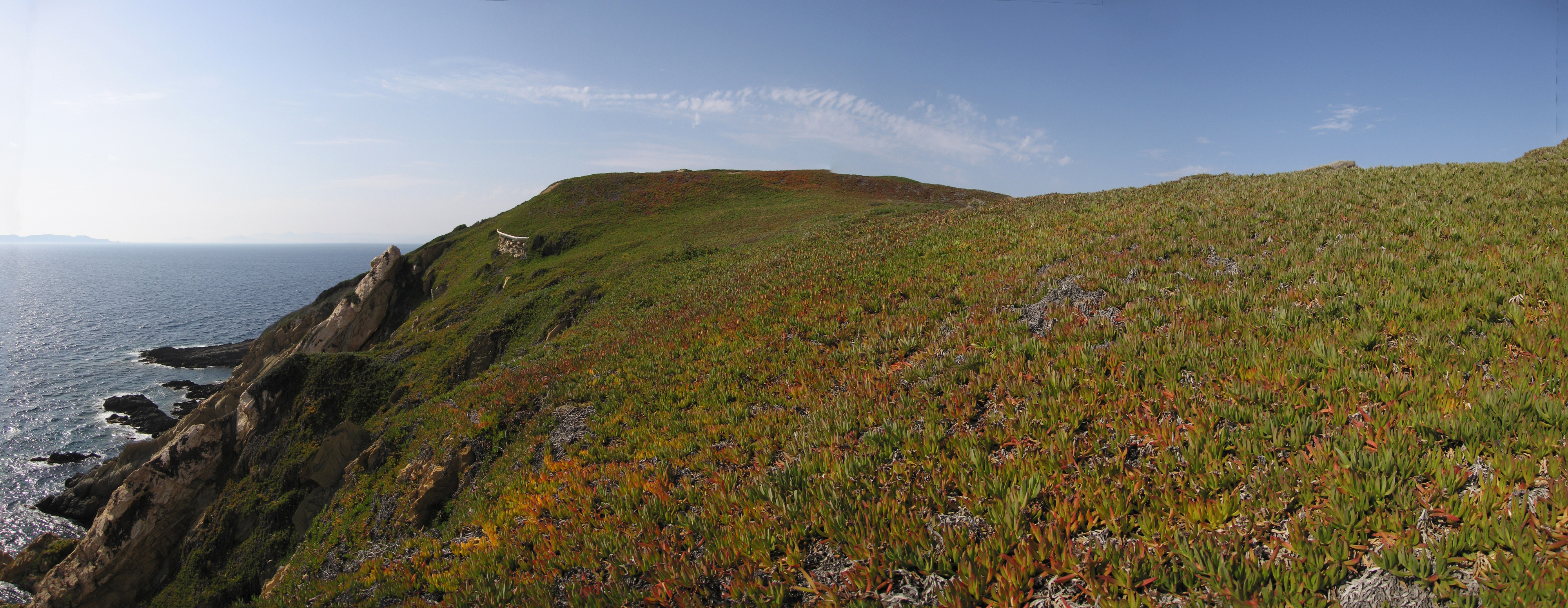
Carpobrotus повністю вкрив площу на острові Bagaud (Національний парк Порт-Кро)

Carpobrotus — рід рослин, що відносяться до родини аїзових (Aizoaceae).
Рослини з соковитим листям і великими ромашкоподібними квітами й утворюють щільні килимки. Назва стосується їстівних плодів. Воно походить від давньогрецьких Karpos («фрукти») і brota («їстівний»). Рід включає близько 12—20 прийнятих видів. Більшість — південноафриканські ендеміки, але є принаймні чотири австралійських види і один південноамериканський. Різні види Carpobrotus є інвазивними, види введені в придатні кліматичні умови по всьому світу, деколи загрожуючи біорізноманіттю.

## Основні види
- Carpobrotus acinaciformis
- Carpobrotus aequilaterus
- Carpobrotus chilensis
- Carpobrotus deliciosus
- Carpobrotus dulcis
- Carpobrotus edulis
- Carpobrotus glaucescens
- Carpobrotus modestus
- Carpobrotus muirii
- Carpobrotus rossii
- Carpobrotus virescens